# Giorgio Petrosyan
Gevorg (Giorgio) Petrosyan (Armeens: Գևորգ Պետրոսյան) (Jerevan, 10 december 1985) is een Armeens-Italiaanse kickbokser.

## Carrière
Nadat Petrosyan op dertienjarige leeftijd vanuit Armenië naar Italië was geëmigreerd, begon hij zijn professionele loopbaan als Muay Thaibokser op zestienjarige leeftijd, beginnend als een bantamgewicht. Hij ging door de gewichtsklassen heen en vocht uiteindelijk in de middengewicht divisie, waarin hij talloze titels won. 
Zijn overstap naar kickboksregels begon in 2008, toen hij begon te vechten voor It's Showtime en K-1. Hij vestigde zich in 2009 en 2010 als 's werelds beste middengewicht door het winnen van twee opeenvolgende K-1 World MAX toernooien. In 2012 sloot hij zich aan bij Glory na de ondergang van It's Showtime en K-1 en won het Glory 2012 Lightweight Slam-toernooi.
In november 2013 verloor Petrosyan van Andy Ristie door een knock-out op het tweede Glory Lightweight-toernooi, waardoor er voor hem een einde kwam aan een onverslagen periode van zes jaar en tweeënveertig wedstrijden.

## Titels
- 2019 ONE Kickboxing Featherweight World Grand Prix Champion
- 2017 ISKA Super Welterweight K-1 Rules World Championship
- 2017 W5 World Championship Title (-71 kg)
- 2015 Hero Legends -70 kg Championship
- 2012 Glory 70kg Slam Tournament Champion
- 2010 K-1 World Max Champion
- 2009 K-1 World Max Champion
- 2009 WKN Intercontinental Welterweight Oriental Championship
- 2007 Janus Fight Night tournament champion
- 2006 Janus Fight Night tournament champion
- 2006 KL World title (-67 kg)
- 2006 Italian Extreme IV Tournament Championship
- 2005 WMC Intercontinental Welterweight Muay Thai champion
- 2004 MTA European champion
- 2003 MTA Italian champion